# 信鸽

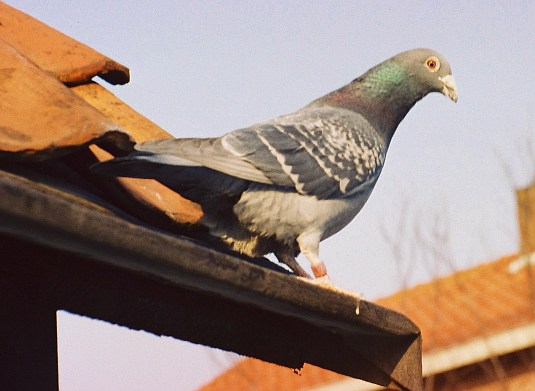
信鸽

信鸽是原鸽经过人类有选择的驯化、培育产生的一个变种，能够经过长途飞行归巢。
野生原鸽天生就具有归巢的能力，这意味着它能返回自己的鸟巢并与它的配偶会合。人类利用鸽子的这种能力，将其驯化后用于传递消息，即飞鸽传书。信鸽在比赛里曾经创下飞越3500千米后归巢的纪录，由中国爱好者从上海放飞哈密。科学家曾经测定中等距离下信鸽的平均飞行速度大约为48千米每小时，并观察到的最快飞行速度达到95千米每小时。但是实际比赛中，这个纪录被远远地超越了。美国赛鸽联盟AU(American Racing Pigeon Union)的纪录库显示，2004年3月27日，一只赛鸽以2957.58码/分，约合162千米每小时的速度从约164公里外返回。

## 參看
- Collins Bird Guide by Mullarney, Svensson, Zetterström and Grant ISBN 0002197286

- Au Speed Record Awardby AU, http://www.pigeon.org/specialawards.htm （页面存档备份，存于）